# Kradser
En kradser er et pølsebrød med sennep som hovedingrediens, og forskelligt andet indhold, der kun sælges fra en pølsevogn.
Ingredienserne til en kradser kan variere,
men som basis gælder at der anvendes et pølsebrød.
På pølsebrødet tilføjes forskelligt tilbehør som findes i pølsevognen,
og i forvejen anvendes til andre retter.
Typisk kan kunden frit vælge imellem hele udvalget uden at der ændres på prisen.
Ingredienserne kan være:
1. Ketchup
2. Sennep
3. Ristede løg
4. Rå løg
5. Fransk sennep
6. Remoulade
7. Syltede agurker
8. Fransk hotdog dressing
9. Chili-dressing

Ved valg af få ingredienser,
fx ketchup, sennep og ristede løg,
vil de blive anbragt på pølsebrødets underside,
da den er mere plan end oversiden,
og tilbehøret glider så ikke af.
Ved valg af flere ingredienser vil det opskårede pølsebrød blive åbnet,
og ingredienserne lægges i åbningen,
så de ikke glider af,
når hele sortimentet bruges.
Pølsebrød er opskåret så de kan bruges til at lægge en pølse i,
hvilket gælder for en hotdog.
Ernæringsmæssigt er det ikke en specielt fiberholdig ret og er, sammen med pomfritter, den eneste ret i en pølsevogn der henvender sig til vegetarer.
Prismæssigt er en kradser billigere end fx en hotdog.
I år 2007 svinger priserne på landsplan fra kr. 5,- til 9,-.
Specielt prisen er også årsagen til kradserens popularitet.
Efterspørgslen på kradsere er faldet i nyere tid,
og det er derfor sjældent man ser kradseren nævnt på menukortet i pølsevognen.
Mange pølsevogne sælger dog gerne kradsere hvis man spørger,
men man skal være forberedt på at blive afvist.